# 廁所裡的花子
廁所裏的花子（日语：／ Toire no hanakosan），即相傳在學校廁所出沒的幽靈少女，是日本的都市傳說。這则故事有着不同版本——一說認為花子是二戰時期的學生，在捉迷藏時不幸死於空袭；另有一說認為她在學校被父母或陌生人殺害；此外亦有說法指花子是在學校自殺。
一些日本學生會嘗試以特定方式召喚花子。日本漫画、动画、电子游戏、電影亦經常把花子的故事當作題材使用。

## 傳說內容
相傳花子是在學校廁所出沒的幽灵。她的外表細節眾說紛紜，一般認為她是個身穿红裙的妹妹頭少女。她化作幽靈的原因亦有不同說法——一說認為她在學校廁所被父母或陌生人殺害；亦有說法認為花子是在學校自殺；還有一說指花子是二戰時期的學生，她在捉迷藏時躲在學校廁所，然而卻不幸在那死於空襲。
根據傳言，要召喚花子的人須進入學校三樓的女廁，然後走到第三間廁所，敲三次門，再問道「花子，你在嗎？」。若花子在裏面，她就會回答：「我在這裡」。召喚者之後的經歷因傳言而異。一說認為花子會伸出靈手或血手，把人拉進廁所或地獄；另有一說指三头蜥蜴會從廁所走出來，吃掉召喚者。

## 歷史
日本在江戶時代至昭和初期的一段時間曾經有祭祀廁所之神的信仰，祭祀的方法則是在廁所擺放紅色、白色的女子人偶或是花卉。二戰後祭祀廁神的風俗不復存在，在廁所擺放花束的人卻越來越多，這就是廁神供奉風俗的殘存。廁所的花子身着紅、白兩色衣服，以及其名字「花子」，都可能是這種舊風俗的表現。
民俗學家马修·梅尔（Matthew Meyer）表示，花子的傳說可追溯至1950年代。《妖怪全書：日本民俗神秘生物》（The Book of Yōkai: Mysterious Creatures of Japanese Folklore）的著者迈克尔·迪伦·福斯特（Michael Dylan Foster）說道，這則都市傳說「聞名於世的原因在於它跟日本各地学校都有關。自1990年代開始，創作者數度把這則都市傳說當作電影題材使用，故此它亦成了流行文化的一部分……不再只是口耳相傳或區域性的民間傳說」。2014年，全国公共广播电台的報導形容花子「成了過去70年來日本民間都市傳說的固定符號」。

## 流行文化中的花子
日本漫畫、動畫、電子遊戲、電影都把花子的故事當作題材使用。1995年，松冈锭司執導的電影《鬼娃娃花子》（トイレの花子さん）上映，它為首部把花子設為故事角色的電影。該電影的花子在自殺後，化為於廁所出沒的善靈。3年後，電影《新生廁所的花子》（新生 トイレの花子さん）亦於戲院上映。它由堤幸彦執導。《新生廁所的花子》的花子是隻怨靈，常於自己生前就讀的初中出沒。2013年，山田雅史執導的電影《廁所里的花子 新劇場版》（トイレの花子さん 新劇場版）公開，花子同於當中登場。
花子還成為漫畫《花子和寓言敘事者》的故事人物。該漫畫的花子是主角亞想大介的室友。漫畫系列《地縛少年花子君》的花子則以少年的模樣登場。Lerche及後把它改編成電視動畫，於2020年播出。花子有在當中亮相的ACG作品還包括《境界之輪迴》、《鬼太郎》、《學校怪談》、《妖怪手錶系列》 、《都市傳說系列》（都市伝説シリーズ）、《少女教育》。恐怖漫畫《我死前的百物語》第99話亦借鑑了花子的相關傳說。

## 引用
1. 1 2 3 4 5 6 7 8  Meyer, Matthew. . MatthewMeyer.net. 2010-10-27  [2019-08-07]. （原始内容存档于2019-04-05）.
2. 1 2 3  Yoda & Alt 2013，第237頁.
3. 1 2  Bathroom Readers' Institute 2013，第178頁.
4. 1 2 3 4 5 6 7 8  Grundhauser, Eric. . Atlas Obscura. 2017-10-02  [2019-07-12]. （原始内容存档于2019-12-27）.
5. 1 2 3 4 5  Meza-Martinez, Cecily; Demby, Gene. . NPR. National Public Radio, Inc. 2014-10-31  [2019-08-06]. （原始内容存档于2020-09-04）.
6. ↑  並木他 2008，第34頁.
7. 1 2 3  Dylan Foster 2015，第272頁.
8. ↑  Harper 2009，第19–20頁.
9. ↑  Yoda & Alt 2013，第268頁.
10. ↑  Harper 2009，第19–21頁.
11. ↑  Eisenbeis, Richard. . Kotaku (G/O Media). 2015-09-14  [2019-08-07]. （原始内容存档于2019-08-07）.
12. 1 2  Antonio Pineda, Rafael. . Anime News Network. 2019-07-04  [2019-08-07]. （原始内容存档于2019-09-24）.
13. ↑  Hodgkins, Crystalyn. . Anime News Network. 2019-07-13  [2019-08-07]. （原始内容存档于2019-09-11）.
14. ↑  Orsini, Lauren. . Anime News Network. 2015-05-06  [2019-08-07]. （原始内容存档于2019-08-07）.
15. ↑  Silverman, Rebecca. . Anime News Network. 2018-06-03  [2019-08-07]. （原始内容存档于2019-08-07）.
16. ↑  Sato. . Siliconera (Curse LLC). 2014-05-16  [2019-08-07]. （原始内容存档于2019-08-07）.
17. ↑  . getchu.com.   [2021-11-03]. （原始内容存档于2020-02-24）.
18. ↑  . DL.site R18.   [2021-11-03]. （原始内容存档于2021-10-19）.
19. ↑  . Game-Style. 2013-12-11  [2021-06-04]. （原始内容存档于2014-02-15）.

## 类似
卵鬼神：在朝鲜学校怪谈里的妖怪，四肢细瘦，躯体像蛋。会倒立步行，且会从厕所的门下面偷窥
厕鬼,中国传说里在厕所的妖怪
1. ↑  山口敏太郎. . 楓樹林. 2019/01/22: 69. ISBN 9789869691550.